# Naturschutzgebiet Burhagen

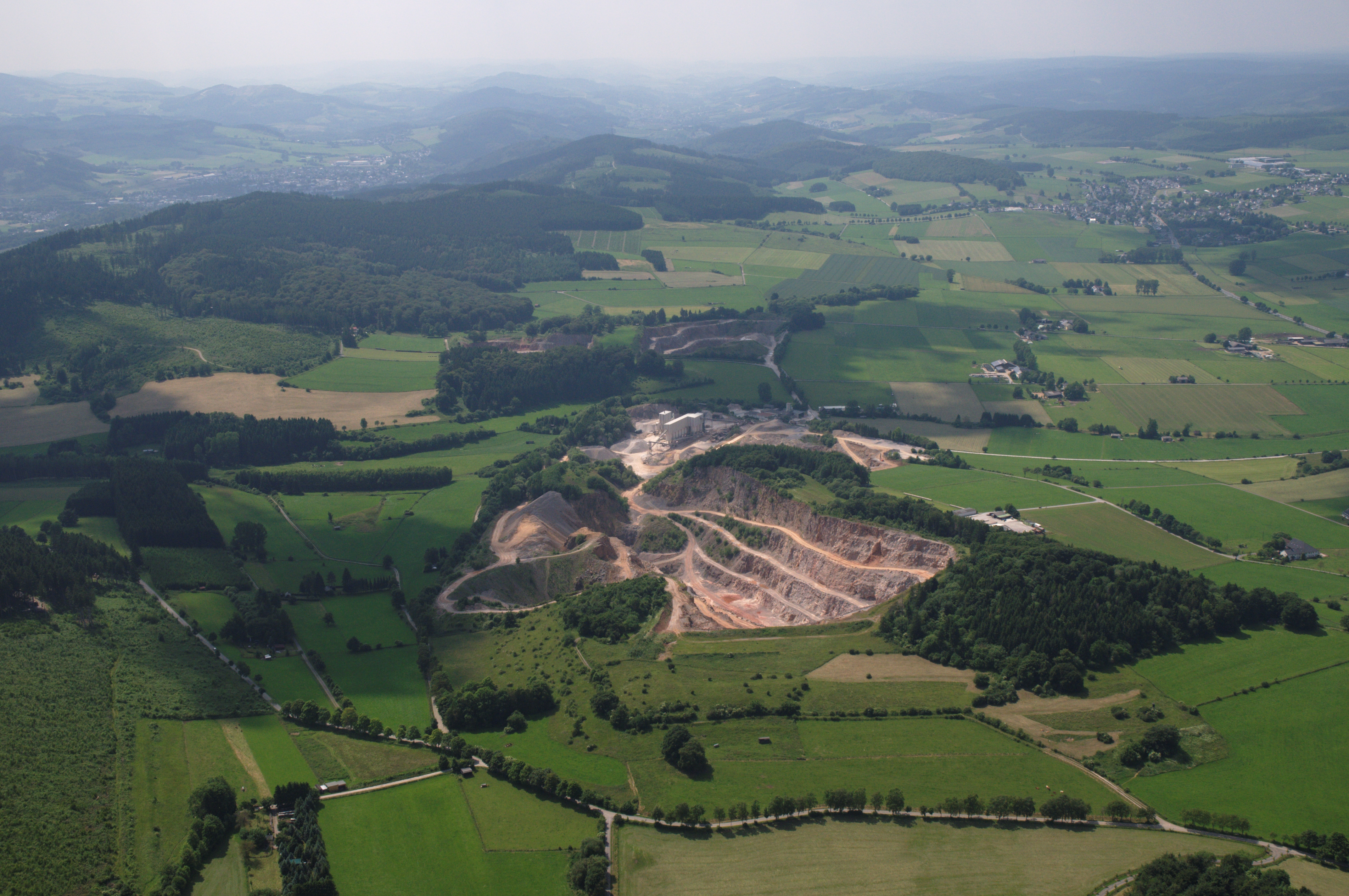
Naturschutzgebiet Burhagen vor dem Steinbruch und der Wald rechts am Steinbruch von Westen

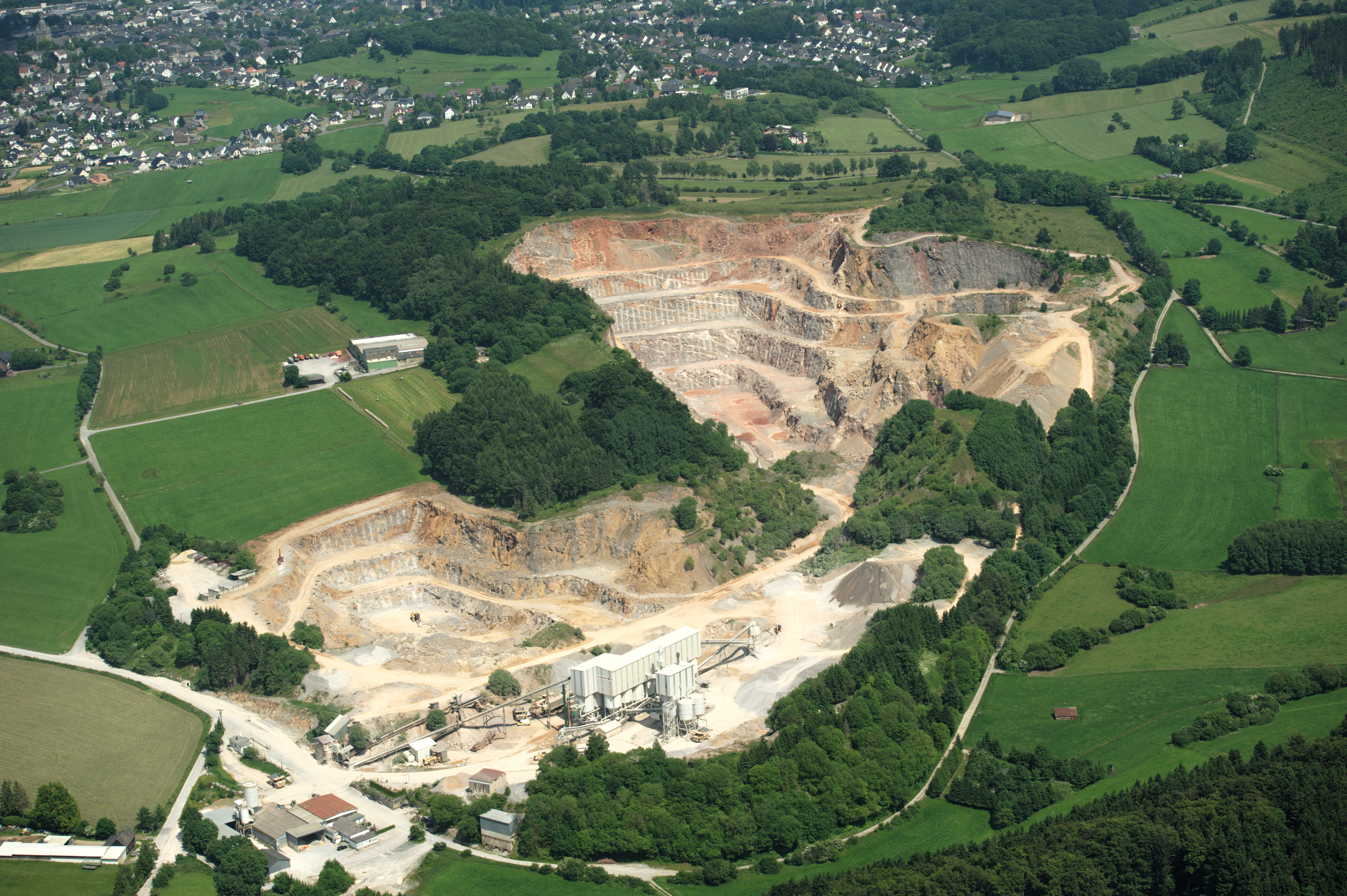
Steinbruch Burhagen und NSG Burhagen (links vom Bruch und dahinter) von Westen

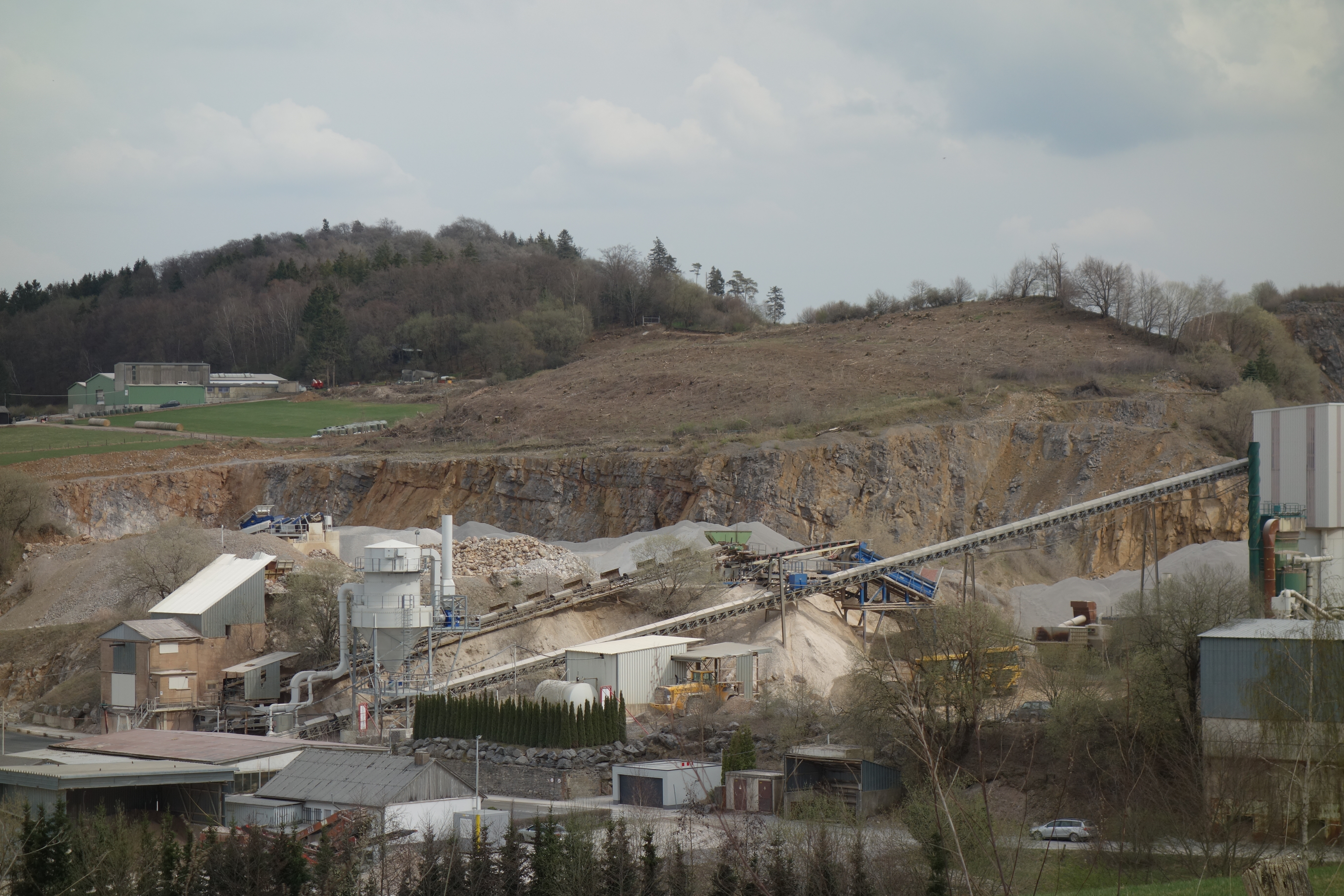
Im Frühjahr 2017 gerodeter Bereich im NSG oberhalb des Steinbruchs (bräunlicher Bereich)

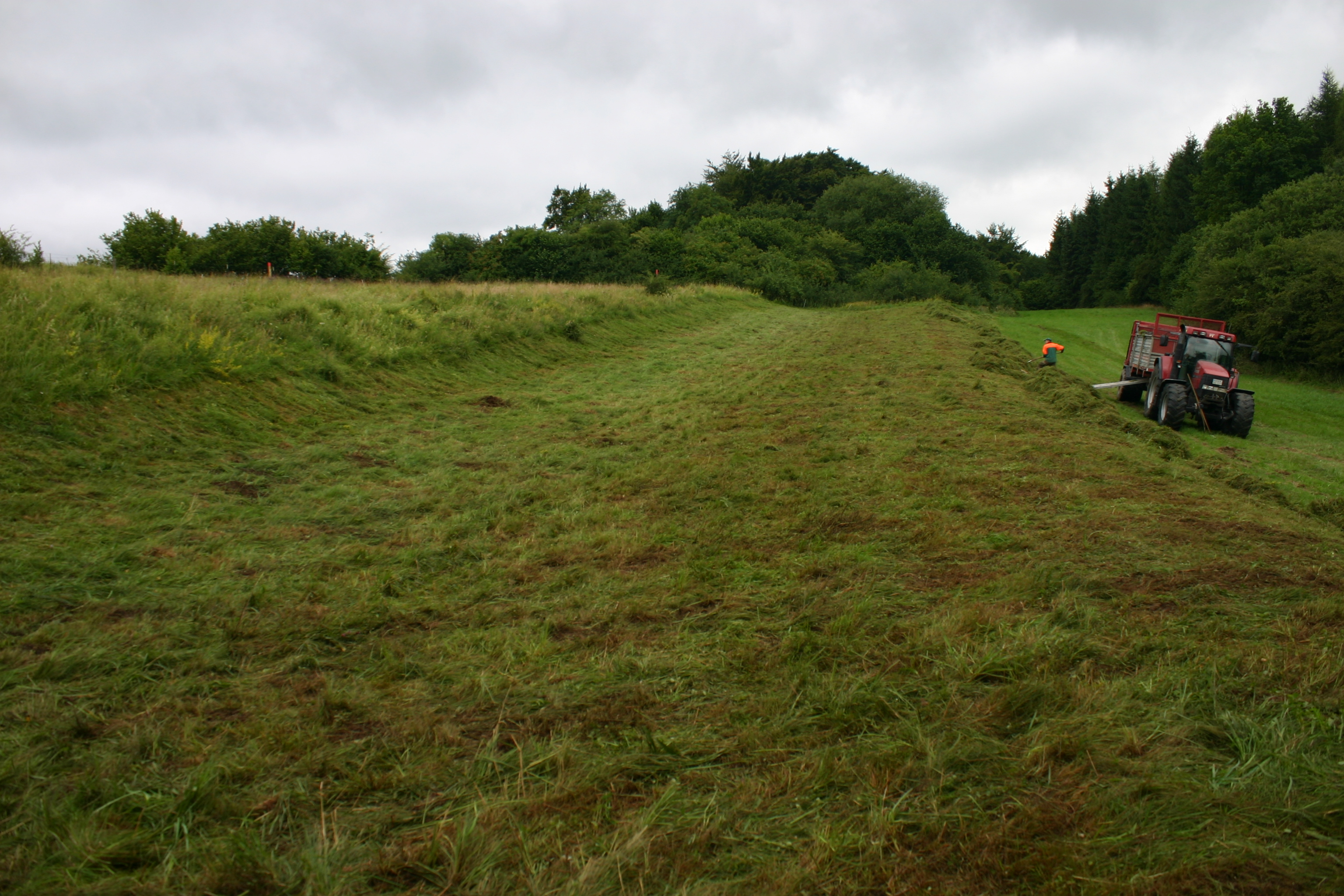
Mäharbeiten 2015 in einem 2017 zerstörter NSG-Bereich

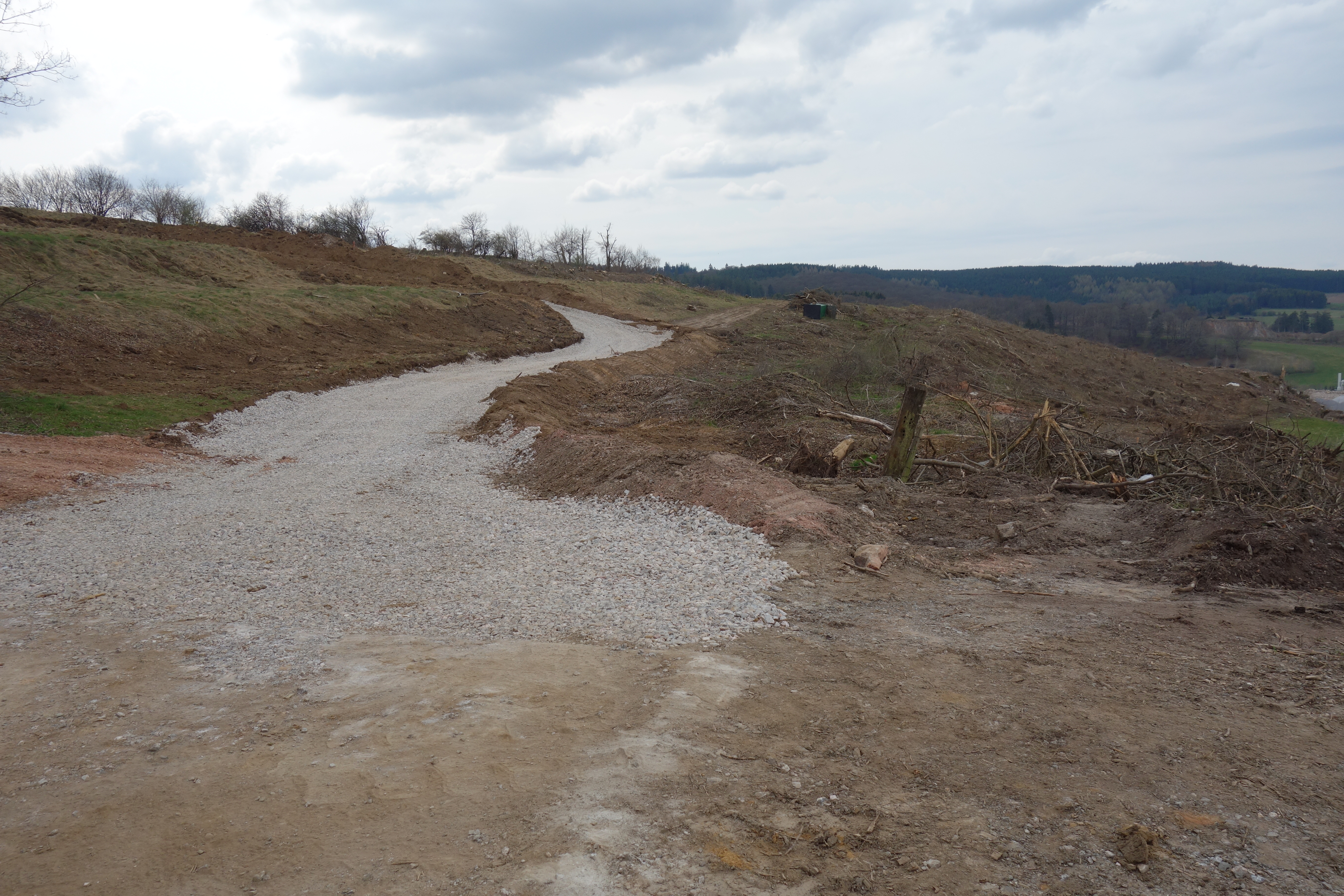
Im Frühjahr 2017 zerstörter NSG-Bereich

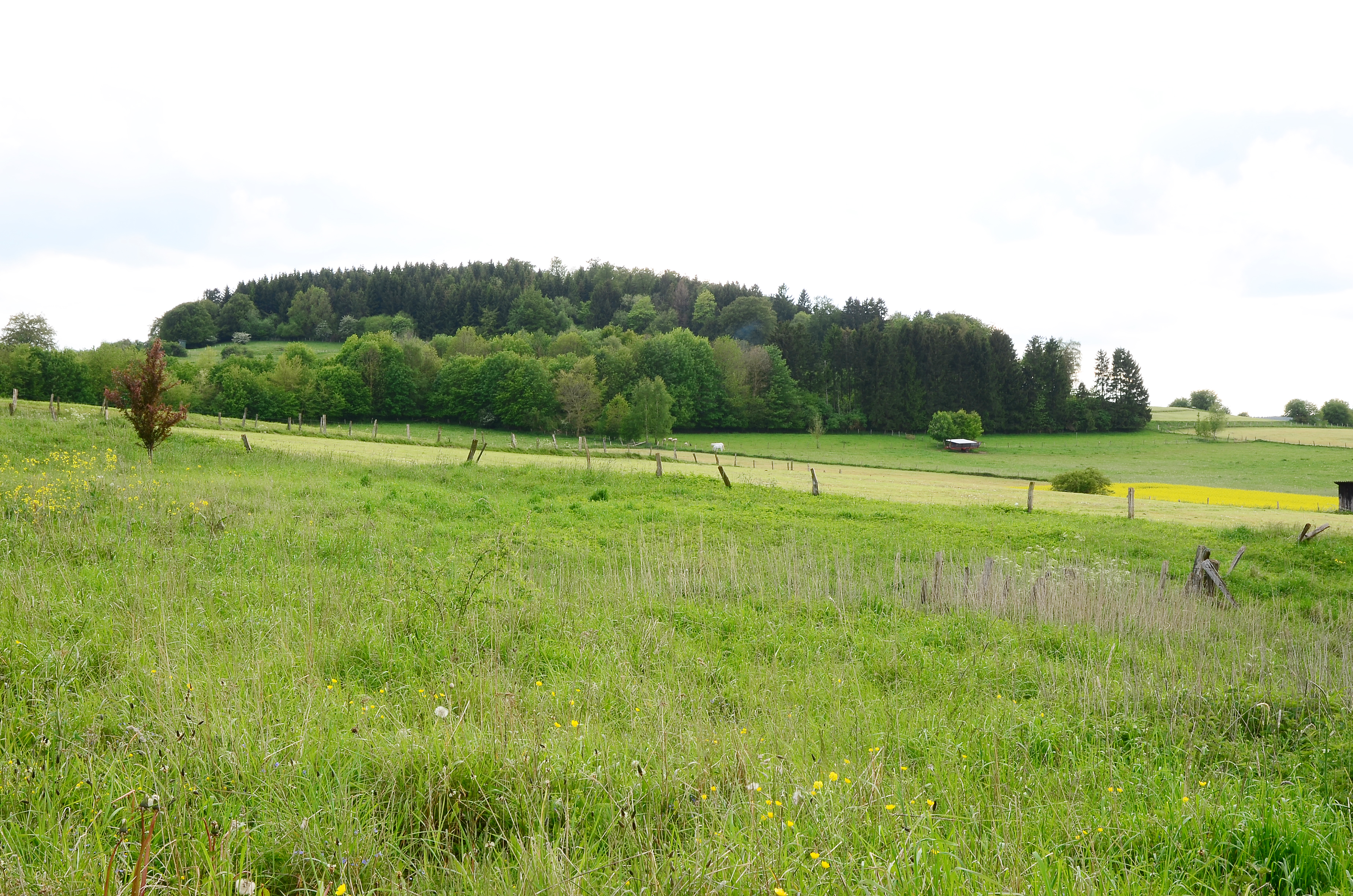
Naturschutzgebiet Burhagen von Osten

Das Naturschutzgebiet Burhagen mit einer Größe von 15,13 ha liegt südwestlich von Brilon. Das Gebiet wurde 2008 mit dem Landschaftsplan Briloner Hochfläche durch den Hochsauerlandkreis als Naturschutzgebiet (NSG) ausgewiesen. Es ist eines von 31 Naturschutzgebieten in Brilon, welche zur Gruppe der Kalkkuppen mit speziellen Verboten gehören. Das NSG ist Teil des 203 ha großen FFH-Gebietes Kalkkuppen bei Brilon (DE 4617-303).

## Gebietsbeschreibung
Beim NSG handelt es sich um beweidetes Grünland und einen Rotbuchenwald am Berg Burhagen. Der Untergrund des Berges besteht aus Kalk. An südlich exponierten Hängen in der Südostecke des NSG befinden sich gut ausgeprägte beweidete Kalkmagerrasen. Strukturreiche, teils magere Rinderweiden am Osthang verbinden diesen Teil mit einem Buchenwaldbestand auf dem Rücken und dem Nordwesthang des Burhagen. Er besteht aus überwiegend starkem Baumholz und ist von einzelnen Fichten- und Vorwaldbeständen mit Salweide durchsetzt. Im Westen ist auf nordwestlich geneigtem Hang eine Magerweide angeschlossen, die auf ausgehagerten Terrassenkanten schutzbedürftige Arten der frischeren Kalkmagerrasen aufweist. Das Gebiet ist größtenteils Bestandteil des FFH-Gebietes. Die Kalkmagerrasen sind weitgehend Gesetzlich geschützte Biotope nach § 30 Bundesnaturschutzgesetz (BNatSchG).
Es wurden Pflanzenarten wie Acker-Witwenblume, Breitblättriger Thymian, Dornige Hauhechel, Dreizahn, Echter Wiesenhafer, Echtes Johanniskraut, Echtes Labkraut, Fieder-Zwenke, Flaumiger Wiesenhafer, Frühlings-Fingerkraut, Frühlings-Segge, Geflecktes Johanniskraut, Geflecktes Knabenkraut, Gewöhnliche Kreuzblume, Gewöhnlicher Glatthafer, Gewöhnliches Sonnenröschen, Gras-Sternmiere, Großblütige Braunelle, Kleine Bibernelle, Kleiner Klappertopf, Kleiner Wiesenknopf, Kleines Habichtskraut, Kriechende Hauhechel, Nickendes Leimkraut, Purgier-Lein, Rauhaarige Gänsekresse, Schafschwingel, Skabiosen-Flockenblume, Steinquendel, Tauben-Skabiose, Wald-Bingelkraut, Wald-Erdbeere, Wald-Habichtskraut, Waldmeister, Wald-Veilchen, Wald-Ziest, Weißes Labkraut, Wiesen-Bärenklau, Wiesen-Flockenblume, Wiesen-Goldhafer, Wiesen-Margerite, Wiesen-Pippau, Wiesen-Platterbse, Wiesen-Schlüsselblume, Wilde Möhre, Zaun-Wicke und Zwiebel-Zahnwurz nachgewiesen.
Die NSG-Ausweisung der Nordwestecke des NSG ist mit einer Befristung belegt, da dieser Bereich im Regionalplan als „Bereich für die oberirdische Gewinnung von Bodenschätzen“ festgelegt wurde. Ein Gesteinsabbau kann erst nach einem Verfahren nach dem Bundes-Immissionsschutzgesetz (BimSchG) durchgeführt werden.
Im Frühjahr 2017 wurden praktisch alle Gehölze im „Bereich für die oberirdische Gewinnung von Bodenschätzen“ abgesägt. Nur an der Steinbruchkante wurden einige wenige Gehölze belassen. In den geplanten Abbaubereich wurden Wege geschoben und mit Splitt befestigt. 2018 begann dann der Abbau in diesem Bereich.

## Schutzzweck
Das NSG wurde zur Erhaltung und Optimierung eines artenreichen Biotopmosaiks aus überwiegend extensiv genutztem Magergrünland und einem Kalkbuchenwald und als Lebensraum seltener und gefährdeter Tier- und Pflanzenarten ausgewiesen. Wie bei allen Naturschutzgebieten in Deutschland wurde in der Schutzausweisung darauf hingewiesen, dass das Gebiet „wegen der Seltenheit, besonderen Eigenart und Schönheit des Gebietes“ zum Naturschutzgebiet wurde.

## Verbote
Zu den normalen Verboten in Naturschutzgebieten kommen beim NSG Burhagen wie bei den anderen 30 Kalkkuppen zusätzliche Verbote hinzu. Es ist verboten, die Kalkkuppen zu düngen, zu walzen und zu schleppen. Es dürfen nicht mehr als zwei Großvieheinheiten pro Hektar gleichzeitig weiden. Ferner darf erst ab dem 1. Juli eines Jahres gemäht werden.